# Cowboy Songs
《Cowboy Songs》는 빙 크로스비가 데카 레코드를 1939년에 발표한 컴필레이션 음반이다. 이 음반의 콘셉트는 서부 음악이다.

## 배경
크로스비는 1933년에 처음으로 카우보이 노래를 녹음하였고, 그 해에 브런즈윅 레이블에서 "The Last Round-up"으로 큰 인기를 끌었다. 또한 그 때 처음으로 "Home on the Range"를 녹음하기도 하였다.
데카 레이블로 넘어간 크로스비는 "I'm an Old Cowhand", "Empty Saddles"와 "Mexicali Rose"를 불러 아주 큰 히트를 쳤으며, "My Little Buckaroo"와 "There's a Gold Mine in the Sky"를 차트에 올렸다.

## 트랙 리스트
6개의 SP 음반으로 이루어져 있으며, 카탈로그 넘버로 A-69를 부여받았다.

디스크 1 (2676)
1. "Home on the Range", 1939년 6월 14일 빙 크로스비와 존 스콧 트로터, 그리고 오케스트라가 녹음 (3:09)
2. "Missouri Waltz", 1939년 6월 9일 빅터 영과 오케스트라 (2:46)

디스크 2 (2677)
1. "Take Me Back to My Boots and Saddle", 1935년 11월 10일 빅터 영과 오케스트라 (2:42)
2. "Twilight on the Trail", 1936년 3월 24일 빅터 영과 오케스트라 (3:08)

디스크 3 (2678)
1. "We'll Rest at the End of the Trail", 1936년 3월 24일 빅터 영과 오케스트라 (2:53)
[2]
2. "There's a Gold Mine in the Sky", 1938년 10월 14일 에디 던스테터[3]

디스크 4 (2679)
1. "I'm an Old Cowhand (From the Rio Grande)", 1936년 7월 17일 지미 도시와 오케스트라 (2:40)
2. "My Little Buckaroo", 1937년 3월 8일 빅터 영과 오케스트라 (3:00)

디스크 5 (2237)
1. "When the Bloom is on the Sage", 1938년 12월 12일 포섬과 존 스콧 트로터스 프라잉 팬 파이브 (2:52)
2. "It's A Lonely Trail", 1938년 12월 19일 존 스콧 트로터와 오케스트라 (2:50)

디스크 6 (2001)
1. "Silver on the Sage", 1938년 7월 11일 존 스콧 트로터와 오케스트라 (3:05)
2. "Mexicali Rose", 1938년 7월 11일 존 스콧 트로터와 오케스트라 (2:48)